# Pretóri
Pretóri (grec moderne : Πραιτώρι) est un village chypriote situé dans le district de Paphos et comptant plus de 23 habitants.